# Audrey Herblin-Stoop
Audrey Herblin-Stoop, née en 1984, est une spécialiste de la communication et des affaires publiques au sein d'entreprises technologiques françaises.

## Biographie
Elle fait une Maîtrise de droit européen de l'Université Strasbourg-III et un Master en relations internationales de l'Université Paris-Panthéon-Assas.
En 2008, elle a son premier poste au MEDEF où elle s'occupe d'affaires publiques. À partir de 2012, elle s'occupe d'affaires publiques à TBWA.
Elle entre à Twitter le 7 janvier 2015 où son action s'étend sur la France et la Russie. Dans une interview accordée à Forbes, elle explique qu’en 2018, Twitter a supprimé plus de 1 million de comptes suspects de terrorisme, la plupart du temps avant le premier tweet, sur signalement par les pouvoirs publics ou détection par des logiciels internes.
En janvier 2022, elle entre à Betclic où elle s'occupe de la communication et des affaires publiques.
Le 4 février 2024, elle entre à Mistral AI en qualité de responsable des affaires publiques, où elle est recrutée par Cédric O qui conseille la société dans ce domaine,.

## Distinctions
Elle fait partie des 10 femmes à suivre en 2024, sélectionnées par le collectif SISTA.